# Evanos villatus
Evanos villatus är en skalbaggsart som beskrevs av François Louis Nompar de Caumont de Laporte 1840. Evanos villatus ingår i släktet Evanos och familjen Rutelidae. Inga underarter finns listade i Catalogue of Life.